# Бумбэта
Бумбэта (рум. Bumbăta, Бумбота) — село в Унгенском районе Молдавии. Относится к сёлам, не образующим коммуну.

## География
Село расположено на высоте 101 метров над уровнем моря.

## Население
По данным переписи населения 2004 года, в селе Бумбэта проживает 2385 человек (1187 мужчин, 1198 женщин).
Этнический состав села:
| Национальность | Число жителей | Процентный состав |
| -------------- | ------------- | ----------------- |
| молдаване      | 2371          | 99.41             |
| украинцы       | 7             | 0.29              |
| русские        | 3             | 0.13              |
| румыны         | 3             | 0.13              |
| гагаузы        | 1             | 0.04              |
| Всего          | 2385          | 100%              |